# Iglesia de San Ambrosio di Lierna
La Iglesia de San Ambrosio di Lierna (en italiano, Chiesa di S.Ambrogio di Lierna) es una Iglesia románica Católica parroquia dedicada a San Ambrosio de Milán emplazada en la ciudad de Lierna, cerca del lago de Como. Es una de las iglesias de culto católico con el campanario más antiguo de la región de Lombardía (Milán). Toda la ciudad de Lierna se remonta a los antiguos romanos y aquí pasan Giulio Cesare y Plinio el Joven.

## Historia
El edificio original de Lierna pertenecía a  Santo Monasterio de Milan Dionigi hasta 1202, después de una donación del arzobispo Aribert de Intimiani. Documentos de archivo dan testimonio de la existencia en 1500 de una iglesia dedicada a San Amboise.
El edificio original sólo queda el campanario románico, uno de los más antiguos de Lombardía, que fue construido antes del año  mil.
La iglesia parroquial fue construida en 1619 por el obispo de Como Filippo Archinti (1595-1621). La actual iglesia fue consagrada por el obispo Lazzaro Carafino en 1627.
En 1778 el edificio fue renovado y ampliado en las formas sobrias del barroco tardío. El altar de mármol las reliquias de Saint-Colomban, San Carlos, Santa Perpetua, y San Diletto (no presente en las listas).
La sacristía se amplió en 1826.

### Principales monumentos
- Nuestra Señora del Rosario, conocido como La Madonna di Lierna, rodeado por la Santa Francisco, San Antonio el Grande, San Antonio de Padua, listas de pintura).
- La sacristía se amplió en 1826 por Gian Battista Macolino.[3]
- El Chorus tallado alcanzado en 1806 es de Ambrogio Barindelli.
- La ventana 'Art Nouveau' 'de la fachada de Luigi Fontana representa San Ambrosio.
- Los frescos de la datación bóveda de 1935 son el pintor Umberto Marigliani. Hay cinco medallones de la vida de San Ambrosio.
- Externa y vasos internos con los cuatro grandes profetas y los cuatro evangelistas también son Marigliani y el medallón central de la ábside que representa el "Sermón de la Montaña" y otras dos pinturas con Santa Teresa y el niño y San Jean Bosco.
- El retablo "La Adoración de los Reyes" y "La matanza de los inocentes" es un artista desconocido.